# Steve Carver
Steve Carver   (Brooklyn, 5 d'abril de 1945 - Los Angeles, 8 de gener de 2021) fou un director de cinema estatunidenc.

## Biografia
Steven Carver va néixer a Nova York, concretament al districte de Brooklyn. Amb vuit anys fa la seva primera presa de camera. Als tretze anys es va matricular en els cursos de l'Escola Superior de Música i Arts de Manhattan. Després va a la Universitat de Buffalo, on va anar a cursos d'art i il·lustració i a la Universitat Cornell de Ithaca, Estat de Nova York, on va obtenir una llicenciatura en Arts. Va obtenir un Màster en Belles Arts de la Universitat Washington a Saint Louis, Missouri. S'interessa després pel periodisme, que el portarà al seu interès final, el cinema.

## Filmografia
Les seves pel·lícules més destacades són:
- 1971: The Tell-Tale Heart
- 1974: The Arena
- 1974: Big Bad Mama
- 1975: Capone
- 1976: Drum
- 1979: Fast Charlie... the Moonbeam Rider
- 1979: Steel
- 1980: Angel City (TV)
- 1981: Ull per ull (An Eye for an Eye)
- 1983: McQuade, el llop solitari (Lone Wolf McQuade)
- 1986: Oceans of Fire (TV)
- 1987: Jocks
- 1988: Bulletprof
- 1995: The Wolves